# Marius Müller-Westernhagen
Marius Müller-Westernhagen, ou simplement Westernhagen, est un chanteur et acteur allemand né le 6 décembre 1948 à Düsseldorf.

## Biographie
Son père est l'acteur Hans Müller-Westernhagen (de) et sa mère, son épouse Liselotte. Avec sa sœur âgée de deux ans de plus, il grandit dans le quartier de Heerdt. La perte précoce de son père (en 1963) et les relations difficiles avec sa mère font souvent l'objet de chansons. Ils ne se rapprochent vraiment que dans les années 1990, juste avant sa mort en 1999.
Juste avant la mort de son père, il fait une apparition dans un téléfilm, Die Höhere Schule. Avec ce premier cachet, il achète un équipement de hockey aux couleurs de l'équipe de Düsseldorf dont il est encore fan.
Dans la seconde moitié des années 1960, Müller-Westernhagen se consacre à la musique, apprend par lui-même à jouer de la guitare et commence une formation de chant classique. Il possède déjà cette voix éraillée et s'inspire de celle de Steve Marriott, le chanteur des Small Faces, qui lui ressemble. Il monte un groupe, Harakiri whoom, qui acquiert une notoriété locale. Le nom du groupe, qui s'inspire d'un film satirique politique, fait scandale et n'obtient pas de tournée. Après sa dissolution, il se consacre à des activités de journaliste, de chanteur et d'acteur.
Au début des années 1970, il s'installe  à Hambourg avec sa petite amie de 17 ans son aînée, l'actrice Katrin Schaake. Il fréquente alors la communauté d'artiste de la Villa Kunterbunt où vivent notamment Otto Waalkes, Udo Lindenberg ou Wilken F. Dincklage. En 1972, il chante dans Express, une émission de la ZDF, Gebt Bayern zurück an die Bayern, qui s'inspire de Give Ireland Back to the Irish de Paul McCartney. Après de nombreuses protestations, la maison de disques retire le titre. Il signe la bande originale du film Supermarkt (de) de Roland Klick et fait la connaissance du producteur Peter Hesslein.
En 1974, il signe avec Warner. Son premier album, Das erste Mal, est produit par Hesslein en octobre 1974 et sort au début de 1975. Il n'obtient pas de succès. L'ARD produit un documentaire sur le chanteur où l'on voit son entourage comme sa mère et son compagnon, Reinhard Münchenhagen (de).
Il obtient une grande reconnaissance d'acteur en 1976 dans le premier rôle du film Aufforderung zum Tanz (de). Il reçoit le Prix Ernst Lubitsch (de). Il joue dans la suite, Theo contre le reste du monde.
En plus de sa carrière musicale, Westernhagen travaille pour la radio, comme sur l'adaptation de Babar sur la musique de Francis Poulenc et un texte de Wolfgang Borchert. Après deux albums sans succès, il publie en 1978  Mit Pfefferminz bin ich dein Prinz produit par Lothar Meid. Il se vend à plus de 1,5 million d'exemplaires. Ses textes se font plus provocateurs, se moquent des obèses ou des terroristes de la RAF. Sous le poids du scandale, il se fait discret malgré le succès de deux LPs. En 1981, il signe le générique de la série télévisée Tatort. Il entame alors une tournée avec succès et acquiert une réputation de show-man.
Entre 1982 et 1986, il publie cinq albums et un live où domine le synthétiseur. Il reprend Die Sonne so rot, une chanson de L'Opéra de quat'sous. Il participe au projet allemand de Band Aid et soutient le festival Rock am Ring.
En 1986, il se sépare de Katrin Schaake et se met en couple peu après avec l'actrice britannique Polly Eltes, avec qui il a une fille, Sarah, qui deviendra mannequin et chanteuse sous le pseudonyme de "Mimi". En 1988, il épouse le mannequin Romney Williams à New York, avec qui il a un fils, Giulio.
Il arrête le métier d'acteur. Il collabore avec Hans-Christoph Blumenberg, qui a travaillé avec Madonna et produit l'album Westernhagen, où il abandonne l'image provoc de "Marius" pour prendre le personnage bien habillé et arrogant de "Westernhagen". Certains de ses fans sont dans la confusion. Mais cet album a un grand succès.
En 1989, il publie son treizième album Halleluja, qui devient numéro un des ventes avec un million d'exemplaires écoulés et cinquante concerts à guichets fermés. Il fait ses premiers concerts en RDA, notamment à la Werner-Seelenbinder-Halle (de) à Berlin-Est, et termine sa tournée nationale au Parkstadion. S'ensuit un double album live, qui a autant de succès l'année suivante.
En 1992, il s'en va à Londres, aux Metropolis Studios, produire l'album Jaja. La tournée consécutive l'amène à se produire dans des stades de football. Il remporte le prix Echo de l'artiste de l'année.
En 1994 paraît Affentheater, produit au Royaume-Uni avec Pete Wingfield. Avec 700 000 pré-commandes, il est immédiatement numéro un des ventes à sa sortie. Malgré la caricature de « rockeur en Armani » que donnent de lui les médias et son statut de multimillionnaire, ses fans conservent de lui l'image du « copain » proche d'eux. Sa tournée dans seulement quinze stades est filmée par Donn Alan Pennebaker. Le film, Keine Zeit, est en revanche un bide.
Quatre ans après sort Radio Maria qu'il a composé en Italie en s'inspirant des stations du chemin de croix. L'album est à son tour numéro un des ventes. Sa tournée ressemble de plus en plus à des adieux. Lors de son dernier concert à Hambourg, il annonce son retrait temporaire. À l'automne 2000, sort une anthologie de ses succès.
Pour son engagement social, Marius Müller-Westernhagen reçoit la Croix de chevalier de l'Ordre du Mérite de la République fédérale d'Allemagne des mains du chancelier Gerhard Schröder dans la salle impériale de la mairie de Hambourg.
En septembre 2002, il enregistre en Italie, sur une musique hard rock avec des paroles agressives, l'album In den Wahnsinn. Mais il ne recueille pas un succès aussi durable que les albums précédents. Au printemps 2005 sort Nahaufnahme mais là encore le succès est en retrait. Marius Müller-Westernhagen fait son retour sur scène dans des lieux choisis plus simples avec des musiciens habituels comme Helmut Zerlett (de) et joue souvent devant des salles pleines. À l'automne 2006, Westernhagen et Warner se séparent de commun accord.

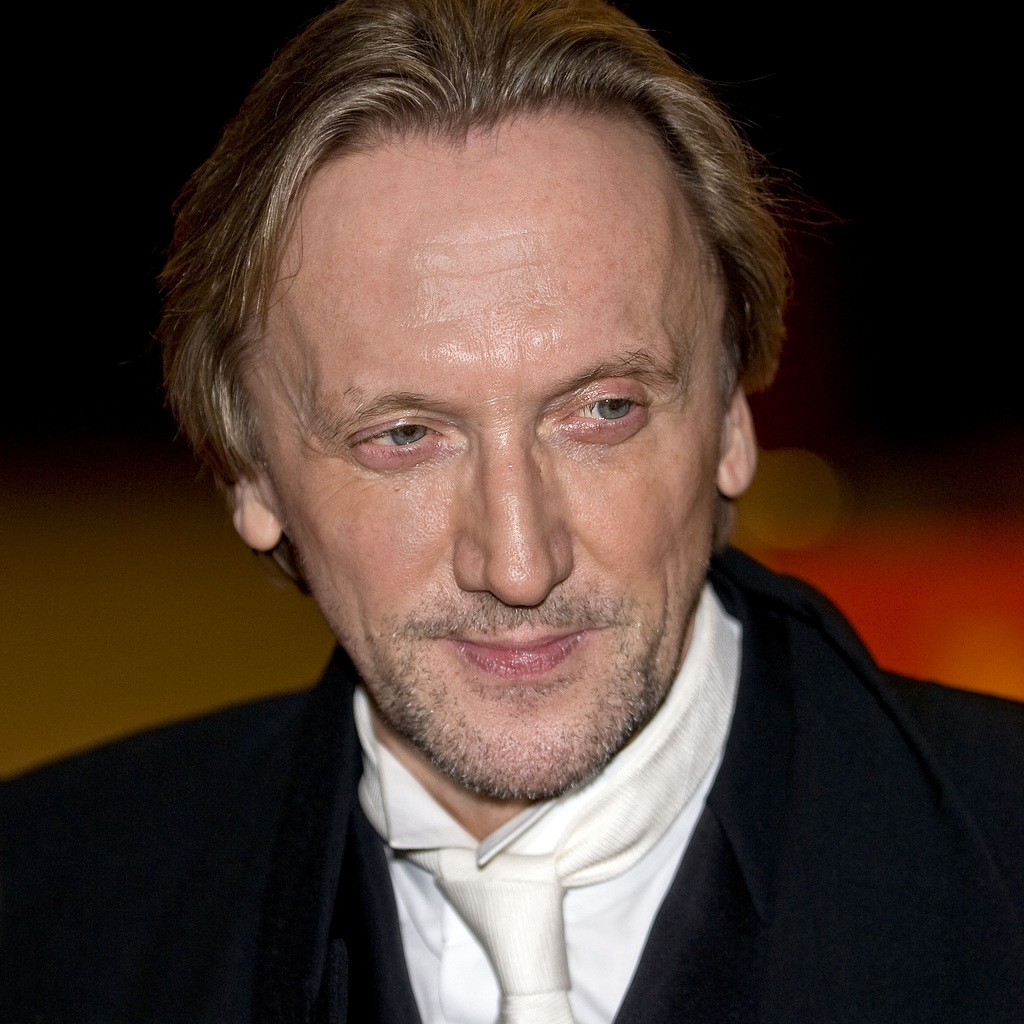
Marius Müller-Westernhagen à la Berlinale 2008.

À l'occasion de ses 60 ans il tient un concert d'anniversaire le 18 décembre 2008 à la Lanxess Arena de Cologne, refait le même concert le lendemain au même endroit, puis d'autres à Hambourg et Berlin.
Le 23 octobre 2009 parait Williamsburg qu'il produit lui-même et a enregistré en début d'année à New York avec des musiciens américains renommés comme Larry Campbell (en), Peter Stroud (en), Andy Newmark ou Shawn Pelton (en). L'album est no 2 des ventes à sa sortie. L'année suivante, il fait une dizaine de concerts avec des prix d'entrée assez élevés. En 2011, il sort la version live et refait quelques dates en septembre 2012.

## Discographie

### Albums
- 1975: Das erste Mal
- 1976: Bittersüß
- 1977: Ganz allein krieg ich’s nicht hin
- 1978: Mit Pfefferminz bin ich dein Prinz
- 1980: Sekt oder Selters
- 1981: Stinker
- 1982: Das Herz eines Boxers
- 1983: Geiler is’ schon
- 1984: Die Sonne so rot
- 1986: Lausige Zeiten
- 1987: Westernhagen
- 1989: Halleluja
- 1992: Jaja
- 1994: Affentheater
- 1998: Radio Maria
- 2002: In den Wahnsinn
- 2005: Nahaufnahme
- 2009: Williamsburg

## Filmographie
- 1962 : Die höhere Schule
- 1964 : Sechs Personen suchen einen Autor
- 1965: Trilltrall und seine Brüder (TV)
- 1967: Ostern
- 1968: Harakiri Whoom
- 1968: Der Unfall
- 1970: no prizes-no wagering
- 1970: Express
- 1971: Hurra, bei uns geht’s rund!
- 1973: Veränderung in Milden
- 1974: Ein deutsches Attentat
- 1976: Une vie gâchée d'Ottokar Runze
- 1976: Sladek oder die schwarze Armee
- 1976: Tatort: „Transit ins Jenseits“
- 1977 : Aufforderung zum Tanz (de)
- 1977 : Le Second Éveil de Christa Klages de Margarethe von Trotta
- 1977 : Klaras Mutter
- 1978: Le Renard: „Die Kolonne“
- 1978: Der Gehilfe
- 1979: Der Tote bin ich
- 1979: Der Mörder
- 1979: La Patriote
- 1980: Theo contre le reste du monde
- 1980: Geteilte Freude
- 1980: Mosch
- 1982: Der Mann auf der Mauer (de)
- 1984: Der Schneemann (de)
- 1987 : Deshima
- 1987 : Der Madonna-Mann